# Brunnen (Arnouville)

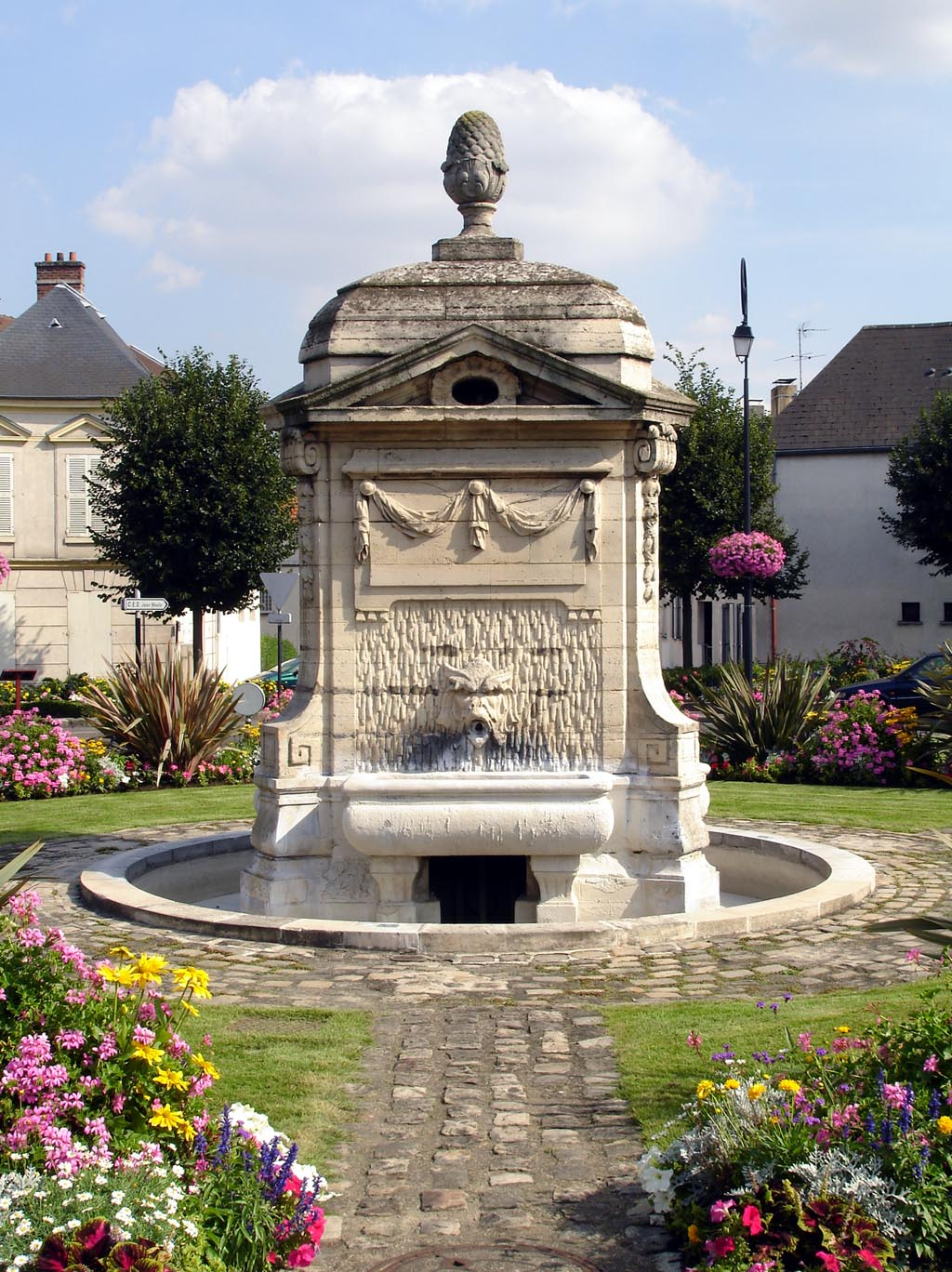
Brunnen in Arnouville

Der Brunnen in Arnouville, einer französischen Gemeinde im Département Val-d’Oise in der Region Île-de-France, wurde 1750 errichtet. Der Brunnen an der Place de la République steht seit 1929 als Monument historique auf der Liste der Baudenkmäler in Frankreich.
Der Brunnen wurde nach dem Wiederaufbau des Ortes auf einem runden Platz errichtet. Die Entwürfe für den Brunnen mit vier Ausgüssen und vier Brunnenschalen stammen vom Architekten Claude Guillot-Aubry. Der rechteckige Bau wird von Girlanden und Dreiecksgiebeln geschmückt und von einer Zirbelnuss bekrönt.